# Fontoy
Fontoy là một xã trong vùng Grand Est, thuộc tỉnh Moselle, quận Thionville-Ouest, tổng Fontoy. Tọa độ địa lý của xã là 49° 21' vĩ độ bắc, 05° 59' kinh độ đông. Fontoy nằm trên độ cao trung bình là 270 mét trên mực nước biển, có điểm thấp nhất là 205 mét và điểm cao nhất là 387 mét. Xã có diện tích 16,88 km², dân số vào thời điểm 1999 là 3149 người; mật độ dân số là 186 người/km². Xã nằm khoảng 18 km về phía tây của Thionville.

## Thông tin nhân khẩu
| 1962  | 1968  | 1975  | 1982  | 1990  | 1999  |
| ----- | ----- | ----- | ----- | ----- | ----- |
| 3 386 | 3 718 | 3 614 | 3 619 | 3 256 | 3 149 |